# هراچوهی اوتمازیان
هراچوهی اوتمازیان (ارمنی: Հրաչուհի Արթուրի Ութմազյան؛ انگلیسی: Hrachuhi Utmazyan ۲۶ ژوئن ۱۹۸۶) مجری تلویزیونی اهل ارمنستان است.

## زندگی‌نامه
وی در ۲۶ ژوئن ۱۹۸۶ در ایروان به دنیا آمد و از دانشگاه دولتی ایروان فارغ‌التحصیل گشت. وی دختر آرتور اوتمازیان می‌باشد. وی در نور آلیک، آرارات، آ تی‌وی و ارمنستان ۱ فعالیت کرده است.